# New York Dolls
New York Dolls (укр. Нью-йоркські ляльки) — американський хард-рок гурт, утворений в січні 1971 року в Нью-Йорку. Разом із The Velvet Underground і The Stooges, вони були одними з перших гуртів на ранній панк-рок сцені.
Попри те, що оригінальний склад гурту швидко розпався, перші два альбоми — New York Dolls (альбом) (1973), та Too Much Too Soon (альбом) (1974) — стали одними із культових альбомів рок-н-ролу.

## Історія
До першого складу гурту ввійшли: Девід Йохансен (англ. David Johansen) — вокал; Джонні Сандерс (англ. Johnny Thunders) — гітара, вокал; Рік Ріветс (Rick Rivets) — гітара; Артур Кейн (англ. Arthur Kane) — бас та Біллі Мурсія (англ. Billy Murcia) — ударні.
Вже після кількох місяців виступів у клубах музиканти привернули до себе увагу одного з репортерів лондонського тижневика Melody Maker і повні захоплення статті у музичній пресі забезпечили гурту контракт з фірмою Mercury. Попри характерний для ґлем-року імідж (грим, чоботи на високих каблуках та шкіряні комбінезони, що облягають тіло), у звучанні New York Dolls можна було розпізнати досконалий рок-гурт, що черпає своє натхнення з досягнень The Stooges, Rolling Stones та MC5.
У травні 1972 року гурт залишив Ріветс, а в листопаді того ж року після передозування квалюйдом (тяжкий барбитурат) помер Мурсія. Новими учасниками New York Dolls стали Сілвейн Сілвейн (англ. Sylvain Sylvain) — гітара, вокал та Джеррі Нолан (англ. Jerry Nolan) — ударні.
Записаний 1973 року дебютний альбом, що випромінював життя, динаміку і відхилявся від загальноприйнятих норм, залишив значний слід в історії року. Проте, зустрівши схвальні відгуки критиків, платівка так і не здобула очікуваного комерційного успіху.
Восени 1973 року Артура Кейна (англ. Arthur Kane) замінив Пітер Джордан (англ. Peter Jordan), а гурт запропонував чергову свою роботу — лонгплей То Much Too Soon, яка доводила, що алкоголь і наркотики поступово починають брати своє. Сама платівка виявилась збіркою ґлем-рокових гімнів, виконаних у такій манері, яка й досі не знайшла гідних послідовників. Однак музична преса розкритикувала цей альбом і незабаром New York Dolls почали розпадатись.
1975 року гурт залишили Сандерс та Нолан і утворили формацію Heartbreakers. Влітку того ж року New York Dolls вирушили на гастролі Японією у такому складі: Доенсен, Сілвейн, Джордан, Кріс Робінсон (англ. Chris Robinson) — клавішні та Тоні Мачін (англ. Tony Machine) — ударні, і незабаром припинили свою діяльність.
1991 Джонні Сандерс помер в Новому Орлеані від передозування метадоном.

## Вплив
Цей гурт, який старшому поколінню слухачів нагадував The Rolling Stones у період дебюту, мав, попри коротку кар'єру, великий вплив на британські панк-рокові формації, зокрема Sex Pistols, чий менеджер Малкольм Макларен кілька місяців працював з New York Dolls.

## Дискографія
- 1973: The New York Dolls
- 1974: Too Much Too Soon
- 1981: Lipstick Killers — Mercer St. Sessions
- 1984: Red Patent Leather
- 1985: Night Of The Living Dolls (The Best of The New York Dolls)
- 1986: Tokyo Dolls Live
- 1986: After The Storm
- 1994: Rock'n'Roll